# Hugo Franke
Hugo Franke (* 11. Januar 1903 in Gotha; † nach 1958) war ein deutscher Betriebsingenieur und Volkskammerabgeordneter für den Freien Deutschen Gewerkschaftsbund (FDGB).

## Leben
Franke war der Sohn eines Arbeiters. Er nahm nach dem Besuch der Volksschule eine Lehre zum Bau- und Maschinenschlosser auf und arbeitete danach in verschiedenen Hüttenwerken, darunter in Luxemburg und in Dortmund.
1947 wurde er Maschinenbaumeister, 1952 Betriebsingenieur und später Abteilungsleiter der Maxhütte in Unterwellenborn.

## Politik
Nach dem Zweiten Weltkrieg wurde Franke Mitglied des 1945 in der Sowjetischen Besatzungszone neugegründeten FDGB und trat in die SED ein. 1950 wurde er zum Kreistagsabgeordneten in Saalfeld gewählt. In den beiden Wahlperioden von 1950 bis 1954 und von 1954 bis 1958 war er Mitglied der FDGB-Fraktion der Volkskammer der DDR.

## Auszeichnungen
- sechsfacher Aktivist der sozialistischen Arbeit
- 1953 Verdienter Aktivist